# صلیب اسپانیایی
صلیب اسپانیایی آلمانی: Spanienkreuz به نشان نظامی اسپانیا در دوره ژنرال فرانسیسکو فرانکو اطلاق می‌شود که به نیروهای و فرماندهان آلمانی که در جنگ داخلی اسپانیا شرکت داشتند، اهدا شد.